# L'Infirmière
Pour plus de détails, voir Fiche technique et Distribution.
L'Infirmière est un film français réalisé par Henri Pouctal, sorti en 1914.

## Fiche technique
- Titre français : L'Infirmière
- Réalisation : Henri Pouctal
- Scénario : Abel Gance
- Production : Louis Nalpas
- Société de production : Le Film d'art
- Société de distribution : Agence Générale Cinématographique
- Pays de production :  France
- Langue originale : français
- Format : Noir et blanc  — 35 mm — 1,37:1 — Film muet
- Genre : film de propagande
- Dates de sortie : France : 1914

## Distribution
- Jean-Marie de L'Isle
- Huguette Duflos
- Charlotte Barbier-Krauss
- Jean Garat
- Jeanne Brindeau : Mme Delbet
- Yvonne Briey : Simone Hubert
- Jacques Volnys : Raleigh
- Armand Lurville : Hubert